# Anthomyia aurifacies
Anthomyia aurifacies är en tvåvingeart som först beskrevs av Albququerque 1952.  Anthomyia aurifacies ingår i släktet Anthomyia och familjen blomsterflugor. Inga underarter finns listade i Catalogue of Life.